# オーゼ (小惑星)
オーゼ (864 Aase) は、小惑星帯のフローラ族に位置する小惑星。1921年9月30日、ハイデルベルク天文台でドイツの天文学者カール・ラインムートが発見した。
ノルウェーの劇作家ヘンリック・イプセンの戯曲『ペール・ギュント』の登場人物にちなんで命名された。この名前は元々、1917年にマックス・ヴォルフが発見し、A917 CB という仮符号が付けられた天体に命名されたものであった。しかし、1926年にカール・ラインムートが発見し (1078) メンタと命名された小惑星 1926 XB が、1958年になって A917 CB と同一の天体であることが判明したため、メンタのほうをそのまま残し、小惑星番号864番とオーゼという名前を別の小惑星 A921 SB に割り当てたものである。